# Vương quốc Champasak
Vương quốc Champasak (chữ Anh: Kingdom of Champasak, chữ Lào: ອານາຈັກຈຳປາສັກ) là một vương quốc ở phía nam nước Lào. Năm 1713, Vương quốc Champasak thoát li khỏi sự thống trị của Vương quốc Lan Xang và trở nên độc lập, đồng thời rất nhanh chóng đạt đến đỉnh cao thịnh vượng. Nhưng không lâu đã suy tàn xuống dốc, trở thành nước chư hầu của Xiêm La. Năm 1893, Xiêm La đem toàn bộ Lào trong đó bao gồm Champasak cắt nhượng cho Pháp, Vương quốc Champasak trở thành thuộc địa của Pháp, rất nhiều đặc quyền của vương thất bị tước đoạt. Năm 1946, Vương quốc Champasak bị xoá bỏ, sáp nhập vào Vương quốc Lào mới thành lập.
Hai thân vương quốc láng giềng gồm Attapeu và Stung Treng đặt dưới quyền cai quản của Vương quốc Champasak, tạo thành Hệ thống Mandala.

## Lịch sử

Quá trình Xiêm La cắt nhượng lãnh thổ cho Pháp và Anh.

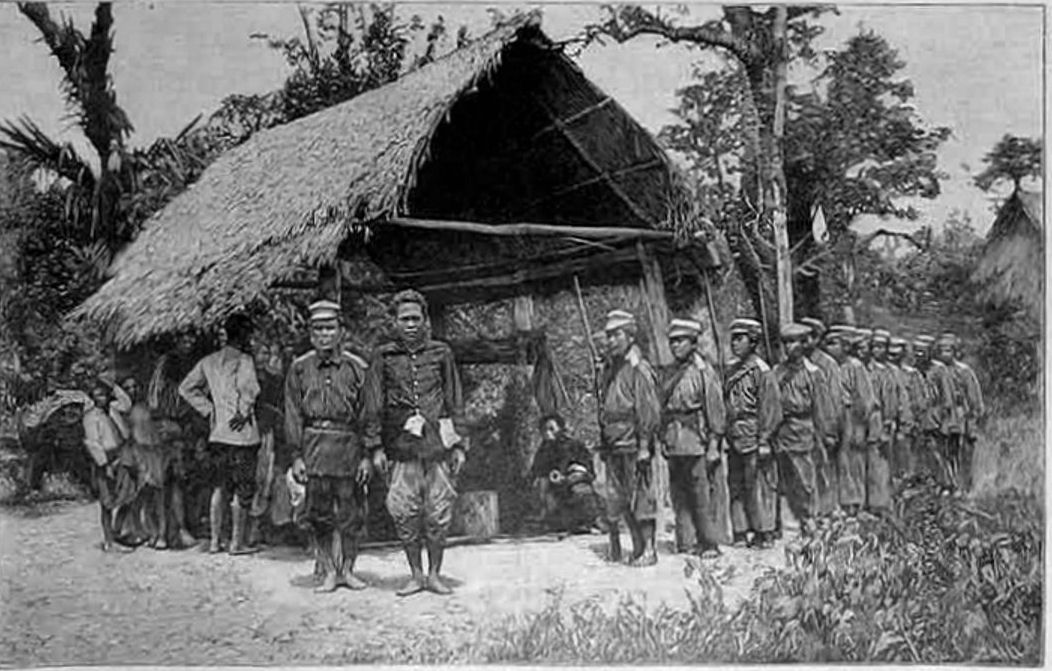
Quân đội Xiêm La tại Lào vào năm 1893.

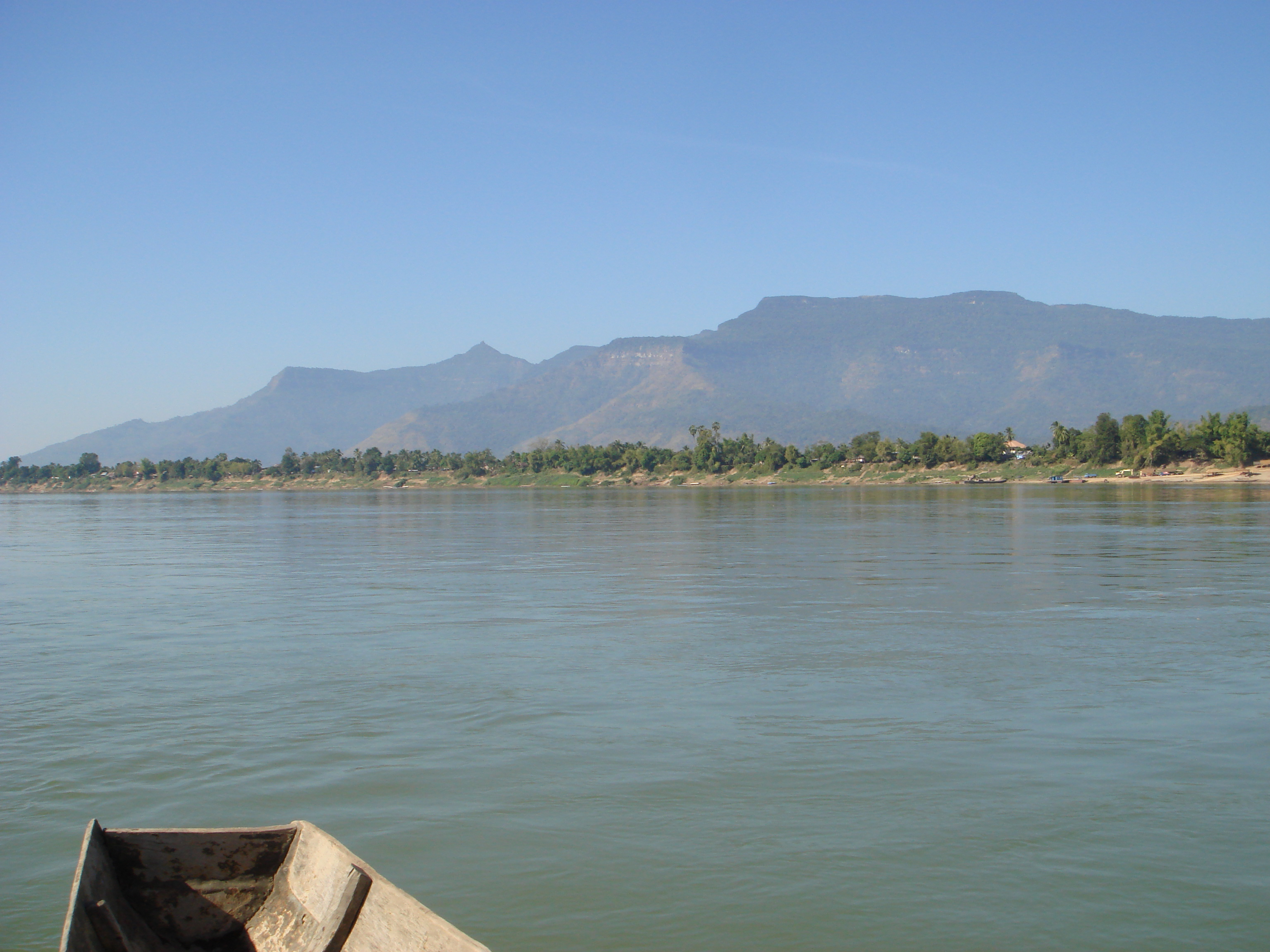
Champasak nhìn từ sông Mê Kông.

Vương quốc Champasak nằm ở bờ đông hoặc tả ngạn của sông Mê Kông, hữu ngạn và chỗ hợp lưu sông Mun là Thân vương quốc Khong Chiam, ở phía đông sông Mê Kông đột ngột uốn khúc bẻ cong về phía tây, đồng thời chảy xuống Campuchia theo hướng đông nam. Champasak - thủ đô của Vương quốc Champasak nằm ở hữu ngạn, cách di tích Wat Phou khoảng 10 kilômét về phía đông bắc.
Năm 1690, quốc vương Lan Xang Sourigna Vongsa qua đời, không có người nối ngôi, thừa tướng Tian Thala đăng cơ. Tian Thala không được lòng dân, nhân lúc Vương quốc Lan Xang thực hiện kế thừa ngôi vua đã phát sinh nội loạn. Công chúa Sumangala dẫn 3.000 người bỏ trốn đến hạ du sông Mê Kông, được sự bảo hộ của các nhà sư địa phương. Cùng lúc đó, Vương quốc Ayutthaya vì mục đích làm suy yếu thế lực của Lan Xang, cho nên xúi giục Nokasad độc lập vào năm 1713, thiết lập Vương quốc Champasak.
Do không đủ dữ liệu vào thời kì đen tối Campuchia, dân số ở cao nguyên Khorat dường như suy giảm cấp tốc, dân số của các thân vương quốc ở tả ngạn bắt đầu tái di trú vào hữu ngạn. Năm 1718, một nhánh di dân người Lào trung thành với quốc vương Champasak đã thiết lập khu định cư người Lào đầu tiên tại huyện Suwannaphum, có tài liệu lịch sử ghi chép ở bất kì nơi nào trong cao nguyên Khorat.
Năm 1767, Ayutthaya bị quân đội Miến Điện đánh chiếm và đốt phá, Vương triều Ayutthaya bị diệt vong. Phó thống đốc tỉnh Tak Taksin lợi dụng cơ hội Chiến tranh Thanh–Miến bùng phát và quân đồn trú Miến Điện tại Ayutthaya bị ép về nước chống quân Thanh, đã dấy binh chống lại sự thống trị của Miến Điện, đánh đuổi quân đội Miến Điện, đồng thời thành lập vương triều Thonburi. Trong khoảng thời gian Xiêm La phát sinh chiến tranh với Miến Điện, Vương quốc Viêng Chăn lớn mạnh nhất trong ba vương quốc Lào ủng hộ vương triều Konbaung của Miến Điện. Do đó vào tháng 11 năm 1778, Taksin quyết định tiến hành giáp công vào ba vương quốc Lào. Ông sai Chao Phraya Chakri cầm đầu hai vạn quân xâm lược Vương quốc Viêng Chăn; cùng lúc đó, Chao Phraya Surasi cầm đầu một vạn quân Xiêm La tiến công phía nam Viêng Chăn, đã chiếm đóng Champasak, Nakhon Phanom và Nong Khai. Hai đạo quân hội sư ở Viêng Chăn, rồi cuối cùng đánh phá Viêng Chăn.
Đầu thế kỉ XIX, toàn cầu phát sinh thảm hoạ nông nghiệp, năm 1816, toàn cầu lại thêm trải qua Năm không có mùa hè (en). Khác biệt với nó chính là, Champasak được miêu tả là một tuyến đường mậu dịch phồn thịnh, có bạch đậu khấu, cao su, thịt/cá khô, nhựa thông, da thuộc, sừng/gạc, cùng với nô lệ xuất khẩu sang Ubon Ratchathani, Nakhon Ratchasima và Băng Cốc. Nơi này về sau trở thành nạn nhân của sự đấu đá giữa Xiêm La và Pháp về quyền tôn chủ.
Năm 1815, một vị cao tăng tự xưng có siêu năng lực khích động bách tính nổi loạn, đã chiếm đóng thủ đô Champasak. Vua Champasak Chao Phom Manoi bỏ trốn sang Băng Cốc. Năm 1819, quốc vương Viêng Chăn Chao Anouvong xâm lược Champasak, lập Chao Raja Putra Nyô - con trai của ông, làm quốc vương Champasak. Từ năm 1826 đến 1829, Chao Anouvong phát binh chống lại sự thống trị của Xiêm La (en). Vương quốc Champasak cũng phát binh ủng hộ, Chao Nyô cầm quân tiến công Ubon Ratchathani. Sau chiến tranh, Vương quốc Viêng Chăn bị Xiêm La thôn tính, Champasak bị giáng cách thành nước chư hầu.
Chao Huy (en) có công truy bắt Chao Nyô được Xiêm La bổ nhiệm làm vua Champasak mới. Sau đó, Champasak mỗi năm đều tiến cống lên Xiêm La. Chiến tranh Việt–Xiêm từ năm 1831 đến 1834 khiến cả khu vực bị giáng cách thành chư hầu, sau này do sự nhúng tay của các nhà thực dân Pháp khiến tình hình phức tạp hoá, các nhà thực dân Pháp sau này thiết lập thuộc địa Đông Dương thuộc Pháp tại nơi này.
Sau Chiến tranh Pháp–Xiêm năm 1893, tả ngạn sông Mê Kông bị Pháp thống trị, quốc vương Champasak mất đi rất nhiều đặc quyền. Ách thực dân và thống trị của Pháp khiến nơi này bần cùng. Hiệp ước Pháp–Xiêm năm 1893 đã quy định một khu phi quân sự rộng 25 kilômét ở hữu ngạn sông Mê Kông, khiến cho việc Xiêm La kiểm soát nơi này trở nên bất khả thi. Nơi này nhanh chóng trở thành chỗ ẩn náu của những kẻ vi phạm pháp luật ở hai bờ.
Ong Keo (en) và Ong Kommandam (en), người Alak sống ở cao nguyên Bolaven, phát động cuộc khởi nghĩa Ong Keo (en), đã bắn phát súng đầu tiên chống lại ách thực dân và thống trị của Pháp, nhưng bị liên quân Pháp–Xiêm trấn áp. Hữu ngạn sông Mê Kông bị thôn tính, sáp nhập vào Xiêm La, trở thành khu vực Isan của Thái Lan ngày nay. Nhưng tả ngạn vẫn do Vương quốc Champasak duy trì tự trị.
Năm 1904, trước khi kí kết Hiệp ước Pháp–Xiêm, thủ đô của Vương quốc Champasak được chuyển giao cho nhà thống trị Pháp, đặt dưới quyền cai quản của Campuchia thuộc Pháp. Vương quốc Champasak mất đi tỉnh Stung Treng, để đổi lấy thủ đô Champasak từ trong tay người Pháp. Các nhà thực dân Pháp rút ra bài học từ cuộc nổi loạn Ong Keo, đem hai tỉnh Kon Tum và Pleiku cắt nhượng cho Xứ bảo hộ Trung Kì. Hiệp ước Pháp–Xiêm năm 1904 nêu rằng, lấy khu phi quân sự rộng 25 kilômét ở hữu ngạn sông Mê Kông làm ranh giới, công nhận khu vực Isan thuộc Thái Lan, tả ngạn sông Mê Kông do Pháp cai quản.
Năm 1946, Vương quốc Champasak bị xoá bỏ, sáp nhập vào Vương quốc Lào, trở thành tỉnh Champasak.

## Các vua của Champasak (1713-1904)

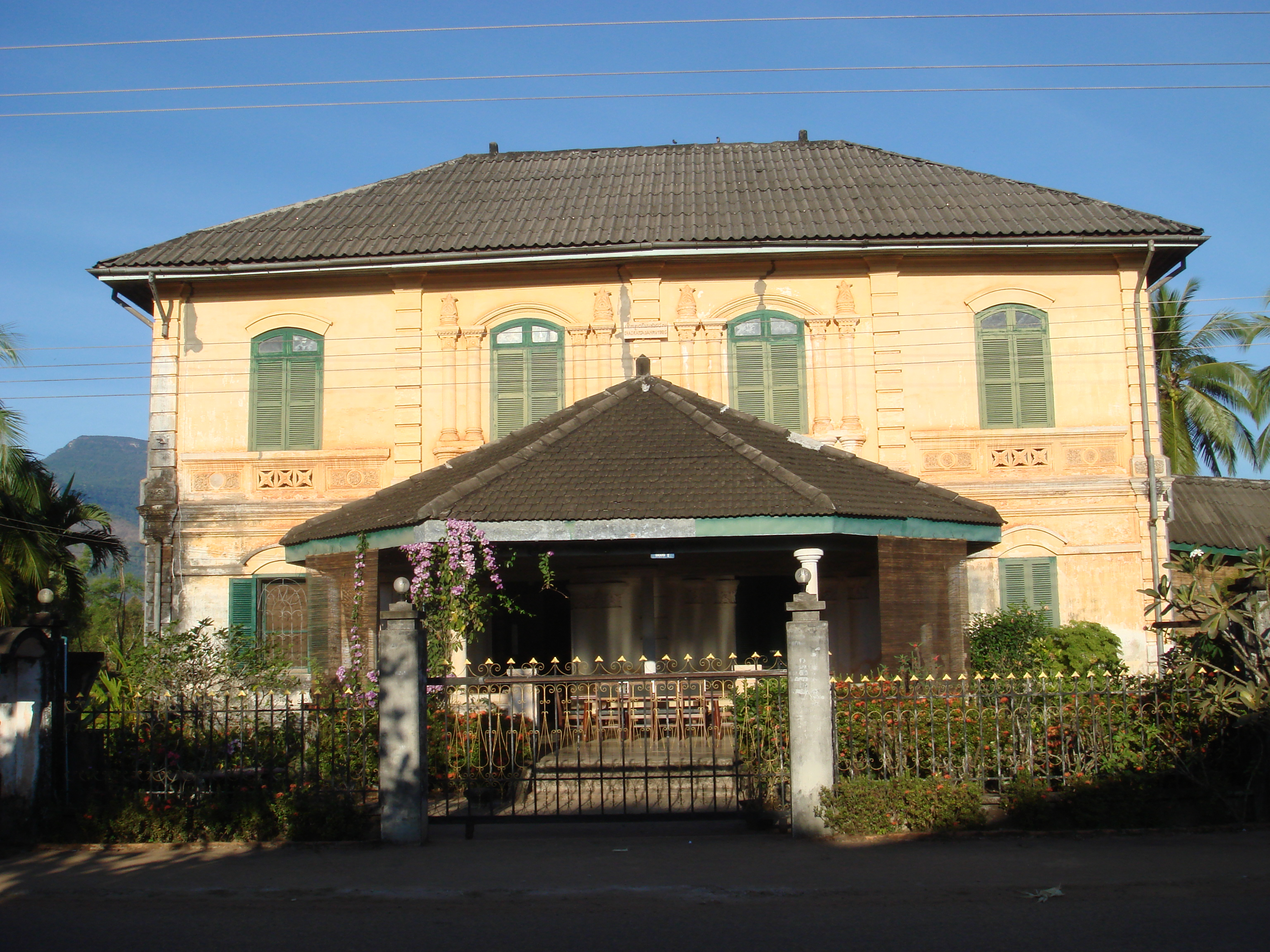
Chỗ ở của các hoàng tử Champasak.

- Nokasad (Soysisamout Phoutthangkoun) (1713–1737, cháu trai của Sourigna Vongsa)
- Sayakumane (1737–1791, con trai của Nokasad)
- Fay Na (1791–1811, con trai của Phra Vorarat, không thuộc dòng dõi hoàng gia do Xiêm La bổ nhiệm)
- No Muong (1811–1813, con trai của Fay Na, không thuộc dòng dõi hoàng gia)
- Manoi (1813–1819, cháu họ của Sayakumane)
- Chao Nyô (Chao Yo house of Vientiane) (1819–1827, con trai của Chao Anouvong, quốc vương Viêng Chăn)
- 1829–1893 Xiêm La sáp nhập Champassak sau cuộc nổi dậy của Chao Anouvong (en) và xác nhận các vị vua tiếp theo
- Chao Huy (1828–1840, cháu trai cả của Nokasad)
- Nark (1841–1851, anh trai ruột của Huy)
- Boua (1851–1853 nhiếp chính, 1853 vua, con trai ruột của Huy)
- Thời kì không có vua (1853–1856)
- Kham Nai (1856–1858, con trai ruột của Huy)
- Thời kì không có vua (Chao Chou) (1858–1863)
- Kham Souk (1863–1899) con trai ruột của Huy, Pháp cắt nhượng bờ đông sông Mê Kông của vương quốc cho Xiêm La vào năm 1893.
- Ratsadanay (Nhouy) (1900–1904) con trai ruột của Khamsouk, vương quốc của ông đã bị giải thể nhưng ông vẫn giữ tước vị hoàng gia của mình trong thời kì thuộc địa Pháp; 1905–1934 được trao chức vụ thống đốc khu vực.
  - Chao Boun Oum (1912-1980), con trai ruột của Chao Ratsadanay, hoàng tử cha truyền con nối của Champassak.

## Đứng đầu hoàng tộc từ 1904-nay
- Ratsadanay 1904-1945
- Boun Oum 1945-1980
- Keo Champassak 1980-nay

## Lãnh thổ
Khu vực vương quốc Champasak bao gồm một phần vùng Đông Bắc Thái Lan, Đông Bắc Campuchia và các tỉnh Nam Lào: Champasak, Seetan (nay gọi là See Koong), Saravane, Attopeu, Kam Tong Yai, Xieng Taeng, Saen Parng, Surin, Sangkha, Khukhan, (Det Udom, Sisaket), U bol, Yasotorn, Khemmarat, Kamalasai, Kalasin, Pulaencharng, Suvannapum, Roi Et, và Mahasarakam,...

## Chú ý
1. ↑  Quyền tôn chủ (chữ Anh: suzerainty), hoặc gọi là quyền bá chủ, là quyền lợi của nước bá chủ về việc nắm giữ ngoại giao, quân sự và một phần nội chính của nước chư hầu. Nước phụ dong (hoặc gọi là nước phiên thuộc, nước phụ thuộc) không được hưởng hoàn toàn chủ quyền. Ngoại giao, quân sự và một phần nội chính của nó do nước bá chủ nắm giữ; nguyên thủ quốc gia của nó, cần phải thông qua trình tự bổ nhiệm, phê chuẩn hoặc sách phong của nước bá chủ.